# Domoradice (przystanek kolejowy)
Domoradice – przystanek kolejowy w miejscowości Český Krumlov, w dzielnicy Domoradice, w kraju południowoczeskim, w Czechach. Sama stacja położona jest około 4 km na południe od centrum miasta. Znajduje się na wysokości 550 m n.p.m..  
Na przystanku nie ma możliwości zakupu biletów, a obsługa podróżnych odbywa się w pociągu.

## Linie kolejowe
- 194 České Budějovice - Černý Kříž